# Satanské verše
Satanské verše je pojem, který použil historik Sir William Muir (1819–1905) pro označení několika veršů, které byly údajně původně v Koránu, ale pak byly vypuštěny. Verše, propagující polyteismus, Mohamed recitoval polyteistům, aby si získal jejich přízeň. Polyteisté byli potěšeni, ovšem polyteismus je s islámem neslučitelný a proto později Mohamed zjevil, že mu tyto verše nenadiktoval Alláh, ale Satan. Píše o nich historik Muhammad ibn Ishák (zemřel r. 768), který sestavil Mohamedův životopis zhruba 130 let po jeho smrti. Důkaz tohoto tvrzení však neexistuje, jelikož neexistuje ani žádný přímý citát autentického hádisu, který by o tomto pojednával.

## Text
Současné verše (19–23), odsuzující polyteistické bohyně, v súře 53 s názvem Hvězda zní takto:
„Přemýšleli jste o Al-Lát, Al-Uzzá a Manát, té třetí – jiné? Vy syny byste měli mít a On pouze dcery? To vskutku rozdělení by bylo nerovné! Ony nejsou nic než jména, kterými jste je vy a vaši otcové nazvali a o nichž neseslal Bůh žádné zplnomocnění. A oni pouze své dohady a to, k čemu srdce jejich tíhnou, následují, ačkoliv se jim již od Pána jejich dostalo správného vedení.“
Současné verše 19–23 v súře Hvězda (53), na jejichž místě původně byly tzv. „Satanské verše“

Původní text však měl být odlišný, vyzývající k uctívání třech polyteistických bohyní:
„Přemýšleli jste o Al-Lát, Al-Uzzá a Manát, té třetí – jiné?
Věru, to jsou labutě (bohyně) vznešené a můžete vskutku doufat v jejich přímluvu!“
Původní „Satanské verše“ vložené namísto dnešních veršů 19–23 v súrě Hvězda (53)
Se satanskými verši také souvisí verš 52, v súře 22, zvané Pouť, který vysvětluje, že je běžné, že Satan našeptá něco prorokům, kteří si poté myslí, že je to od boha:
„Nevyslali jsme před tebou posla ani proroka, aby satan nebyl podvrhl do přání jeho něco nevhodného, avšak Bůh zruší to, co satan podvrhne, a potom Bůh potvrdí Svá znamení – a Bůh vševědoucí je i moudrý.“

## Interpretace
Odlišný text súry 53 (Hvězda) bývá interpretován různě – ať už jako Satanovo oklamání (verze raných islámských spisovatelů), jako ozvěnu původního islámu (někteří historici) či jako Mohamedův politický tah, kterým bere na milost předislámské bohyně al-Lát, al-Uzzá a Manát uctívané v Mekce.

## Přijetí

### Islámský svět
Příběh Satanských veršů se vyskytuje v některých tafsírech  a al-Tabarího verzi Ibn Ishakova životopisu proroka Mohameda, stejně jako v raných dílech koránských exegetů. Od čtvrtého století islámského letopočtu se však rozvíjela tradice isma‘, která káže, že Mohamed byl od jakýchkoliv omylů v otázce víry chráněn Alláhovou prozřetelností. Muslimští učenci proto začali příběh „satanských veršů“ napadat.

### Západ
Západní historičtí kritici (jako William Montgomery Watt a Alfred Guillaume) označují příběh za skutečný, jelikož je podle nich nemyslitelné, aby si raní současníci a následovníci Mohameda vymysleli příběh, který by natolik kompromitoval jejich vůdce.